# Smetlivy (1938)
Destructor Smetlivy (en ruso: Сметливый, lit. 'Astuto') fue uno de los destructores de la clase Gnevny (oficialmente conocido como Proyecto 7) construidos para la Armada Soviética a finales de la década de 1930. Completado en 1938, fue asignado a la Flota del Báltico y desempeñó un papel menor en la Guerra de Invierno de 1939-1940 contra Finlandia. 
Después del inicio de la invasión alemana de la Unión Soviética, en junio de 1941, el buque participó en la Campaña del Golfo de Riga antes de retirarse a Tallin, Estonia. el Smetlivy apoyó a las fuerzas soviéticas durante la defensa de Tallin en agosto y cubrió la posterior evacuación de la ciudad a Leningrado. El buque proporcionó apoyo de fuego naval a los defensores de Leningrado durante los siguientes meses antes de que fuera asignado a evacuar a las tropas soviéticas de su enclave en Hanko (Finlandia), en noviembre. el Smetlivy chocó contra varias minas cuando regresaban de Hanko y se hundió con una gran pérdida de vidas.

## Diseño y desarrollo
Después de construir los destructores de clase Leningrado, grandes y costosos de 40 nudos (74 km/h), la Armada soviética buscó la asistencia técnica de Italia para diseñar destructores más pequeños y más baratos. Obtuvieron la licencia de los planos de los destructores italianos de la clase Folgore y, al modificarlos para sus propósitos, sobrecargaron un diseño que ya era algo poco estable.
Los destructores de la clase Gnevnys tenían una eslora total de 112,8 metros, una manga de 10,2 metros y un calado de 4,8 metros a toda carga. Los buques tenían un sobrepeso significativo, casi 200 toneladas más pesados de lo diseñado, desplazando 1612 toneladas con carga estándar y 2039 toneladas a toda carga. Su tripulación constaba de 197 oficiales y marineros en tiempo de paz y 236 en tiempo de guerra.
Los buques contaban con un par de turbinas de vapor con engranajes, cada una impulsaba una hélice, capaz de producir 48,000 caballos de fuerza en el eje (36,000 kW) usando vapor de tres calderas de tubos de agua que estaba destinado a darles una velocidad máxima de 37 nudos (69 km/h). Los diseñadores habían sido conservadores al calificar las turbinas y muchos, pero no todos, los buques excedieron fácilmente su velocidad diseñada durante sus pruebas de mar. Las variaciones en la capacidad de fueloil significaron que el alcance de los destructores de la clase Gnevny variaba entre 1670 y 3145 millas náuticas (3.093 a 5.825 km; 1.922 a 3.619 millas) a 19 nudos (35 km/h).
Tal y como estaban construidos, los buques de la clase Gnevny montaban cuatro cañones B-13 de 130 mm en dos pares de monturas individuales superfuego a proa y popa de la superestructura. La defensa antiaérea fue proporcionada por un par de cañones 34-K AA de 76,2 mm en monturas individuales y un par de cañones AA 21 K de 45 mm, así como dos ametralladoras AA DK o DShK de 12,7 mm. Llevaban seis tubos lanzatorpedos de 533 mm en dos montajes triples giratorios; cada tubo estaba provisto de una recarga. Los barcos también podrían transportar un máximo de 60 o 95 minas y 25 cargas de profundidad. Estaban equipados con un juego de hidrófonos Marte para la guerra antisubmarina, aunque eran inútiles a velocidades superiores a tres nudos (5,6 km/h). Los buques estaban equipados con dos paravanes K-1 destinados a destruir minas y un par de lanzadores de cargas de profundidad.

## Historial de combate
Construido en el astillero número 189 de Leningrado (Ordzhonike) como astillero número 294, se inició su construcción el 17 de septiembre de 1936, se botó el 16 de julio de 1937. Fue finalmente completado el 6 de noviembre de 1938. Asignado a la Flota del Báltico, sirvió en tareas de patrulla y escolta durante la Guerra de Invierno, además de bombardear las posiciones de artillería costera en la isla finlandesa de Russarö el 1 de diciembre de 1939 con su buque gemelo el Stremitelny y el crucero ligero Kirov.
El 22 de junio de 1941, cuando comenzó la invasión alemana de la Unión Soviética, el destructor tenía su base en Ust-Dvinsk, Letonia, como parte de la 1.ª División de Destructores del Destacamento de Fuerzas Ligeras de la Flota del Báltico. Participó en la defensa del golfo de Riga, colocando campos de minas en el estrecho de Irben durante las noches del 24/25 y 26/27 de junio; el 25 de junio, dos bombas casi lo alcanzaron. El barco zarpó a Kuivastu (Estonia), el día 27 y luego ayudó a escoltar al crucero Kirov a través del archipiélago Moonsund hasta Tallin (Estonia), tres días después cuando los soviéticos evacuaron sus fuerzas del golfo de Riga. el Smetlivy partió hacia Leningrado para realizar reparaciones el 15 de julio, que se completaron el 27.
Entre el 24 y el 28 de agosto, el buque bombardeó posiciones alemanas durante la defensa de Tallin, disparando 456 proyectiles con sus cañones principales. Cubrió la evacuación de Tallin del 28 al 29 de agosto como parte del destacamento de las fuerzas principales dirigidas por el Almirante Vladimir Tribust desde su buque insignia el crucero Kirov. Junto con el buque minador Marti, el Smetlivy colocó un campo de minas frente a la isla de Gogland el 10 de septiembre. Bombardeó posiciones alemanas del 3 al 5 de octubre en apoyo de los desembarcos anfibios en el área de Peterhof. El 14 de octubre, el destructor se incorporó al grupo de barcos en el río Neva y se trasladó a la zona de Ust-Izhora para proporcionar apoyo de fuego pesado a los defensores soviéticos. el Smetlivy apoyó un contraataque local cerca de Siniávino entre el 20 y el 25 de octubre. Durante 1941, el barco disparó un total de 700 proyectiles con sus cañones de 130 mm en apoyo de las tropas soviéticas.
El 4 de noviembre fue asignada al segundo convoy que ayudó a evacuar la guarnición soviética de la base naval de Hanko a Kronstadt, junto con el destructor Surovy. Mientras embarcaba a 560 evacuados, el Smetlivy fue alcanzado por un proyectil de artillería finlandesa. En el viaje de regreso, una mina explotó en sus paravanes a las 23:10 horas y apagó sus motores. Veinte minutos después, la explosión de otra mina detonó su cargador delantero y voló su proa hasta el puente. A las 23:50 horas golpeó otra mina que lo partió por la mitad, matando a más de la mitad de la tripulación y pasajeros. La sección de popa del barco se hundió a las 00:30 horas en el área de Naissaar. 80 tripulantes y 274 evacuados fueron rescatados por el dragaminas T-205 y varias lanchas patrulleras. El Smetlivy fue eliminado oficialmente de la lista de buques de la Marina, el 19 de noviembre.